# Garrulax sannio
El charlatán payaso (Garrulax sannio) es una especie de ave paseriforme de la familia Leiothrichidae propia del sureste de Asia.

## Distribución y hábitat
El charlatán payaso se encuentra en China, Birmania, el extremo nororiental de la India, y el norte de Laos, Tailandia y Vietnam. Su hábitat natural son los bosques húmedos subtropicales.